# Slowenische Badminton-Mannschaftsmeisterschaft 2017
Die Slowenische Badminton-Mannschaftsmeisterschaft der Saison 2016/2017 gewann das Team von BK BIT.

## Endstand
- 1.	BK BIT (Andraž Krapež, Nina Kotar, Tilen Zalar, Cecilija Barut, Alja Novak, Anže Novak, Natan Maksimovič)
- 2.	Mr. Pet Medvode (Petra Polanc, Miha Ivančič, Nika Polanič, Rok Jerčinovič, Katja Turinek, Matic Turinek)
- 3.	BK Olympija Ljubljana (Nejc Zaviršek, Maja Pohar, Ana Kovač, Maruša Vračar, Žiga Vračar, Gregor Alič, Ian Spiller, Špela Alič)
- 4.	BK TEM Mirna (Nastja Stovanje, Jerca Bajuk, Urban Herman, Mitja Šemrov, Sebastijan Miklič, Žan Laznik, Domen Laznik)
- 5.	BK Branik (Klemen Lesničar, Miha Masten, Eva Gruber, Daniel Klančar, Neža Frank, Vesna Brlič)
- 6.	BK Konex (Milko Pečanič, Petra Blagšič, Katarina Ana Rojec, Miha Plevnik, Eva Miklič, Jona Gričar, Simon Kršinar)